# Тен, Алексей
Алексей Тен (27 января 1921 года, село Верхнее Сидими, Никольск-Уссурийский уезд, Приморская область, Дальневосточная Республика — 10 ноября 1968 года) — звеньевой колхоза имени Будённого Нижне-Чирчикского района Ташкентской области, Узбекская ССР. Герой Социалистического Труда (1951).

## Биография
Родился в 1921 году в крестьянской семье в селе Верхнее Сидими Никольск-Уссурийского уезда Приморской области.
В 1937 году депортирован на спецпоселение в Ташкентскую область Узбекской ССР. С 1937 года — звеньевой бригады лубоводов колхоза имени Будённого Нижне-Чирчикского района. В 1947 году вступил в КПСС.
В 1950 году звено под руководством Алексея Тена собрало в среднем с каждого гектара по 111,7 центнера зеленцового стебля кенафа на участке площадью 8 гектаров. Указом Президиума Верховного Совета СССР от 15 октября 1951 года удостоен звания Героя Социалистического Труда с вручением ордена Ленина и золотой медали «Серп и Молот».
В 1958 году окончил Институт международных отношений. Защитил диплом по теме «Развитие и укрепление экономических и культурных связей КНДР с СССР (1953—1956)». Работал в МИД СССР переводчиком на официальных встречах с делегациями КНДР.
В 1960 году окончил курсы крановщиков башенных кранов, после чего трудился машинистом башенного крана треста № 5 «Мосстроймеханизация» Управления механизации № 15 Главмосстроя (1961—1968).
Умер в ноябре 1968 года в Москве. Похоронен на кладбище бывшего колхоза «Заря коммунизма» Аккурганского района Ташкентской области.
Награды
- Герой Социалистического Труда
- Орден Ленина
- Медаль «За доблестный труд в Великой Отечественной войне 1941—1945 гг.»